# Meg Tilly

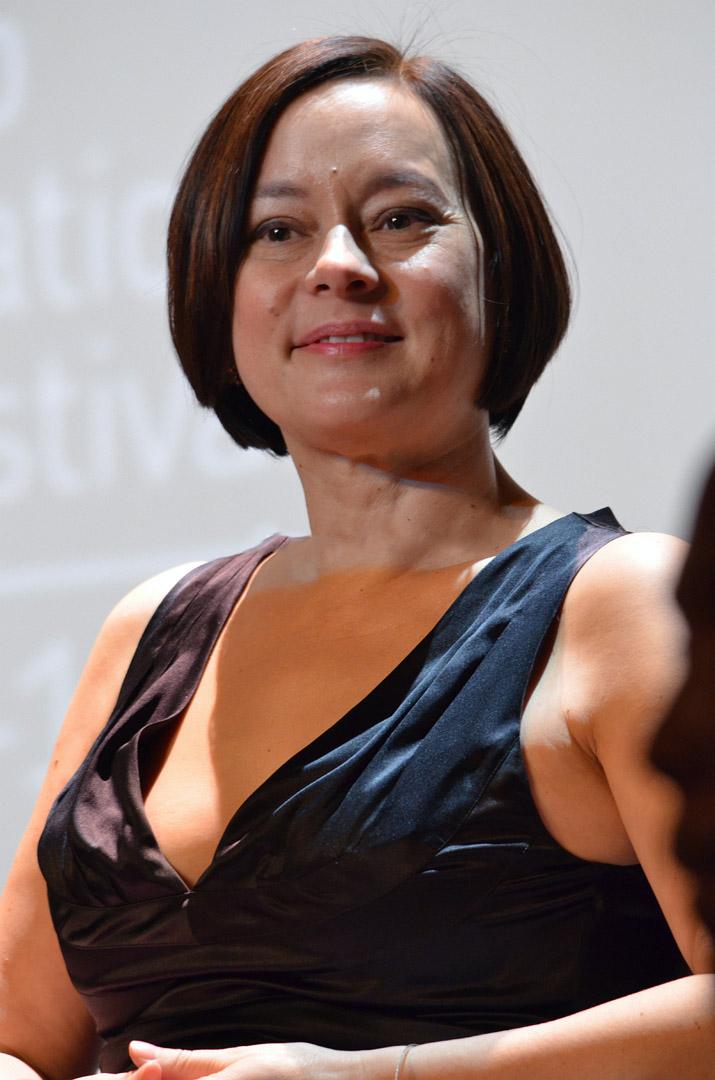
Meg Tilly (2013)

Meg Tilly (* 14. Februar 1960, Long Beach, Kalifornien; eigentlich Margaret E. Chan) ist eine US-amerikanische Schauspielerin, Tänzerin und Autorin. Sie ist die Schwester der Schauspielerin Jennifer Tilly.

## Leben
Meg Tilly wurde 1960 in Long Beach (Kalifornien, USA) als Tochter eines US-Amerikaners chinesischer Herkunft geboren, wuchs allerdings in British Columbia (Kanada) auf. Sie lernte Tanz an der Connecticut Ballet Company und dem Throne Dance Theatre.
Im Jahr 1980 hatte sie ihren Durchbruch mit Alan Parkers Fame – Der Weg zum Ruhm. Nach einer Verletzung musste sie das Tanzen aufgeben und konzentrierte sich von nun an nur noch auf das Schauspiel. Anfangs war sie in Serien und Filmen und wie Polizeirevier Hill Street, Psycho II und Der große Frust zu sehen. 1985 bekam sie eine Rolle in Agnes – Engel im Feuer neben Jane Fonda und Anne Bancroft, für die sie mit dem Golden Globe ausgezeichnet und für einen Oscar nominiert wurde. Weitere Filme, in denen Tilly mitgespielt hat, waren Valmont mit Colin Firth, Das Mädchen auf der Schaukel, Masquerade – Ein tödliches Spiel zusammen mit Kim Cattrall und Rob Lowe, Auf und davon und Sleep with me – Liebe zu dritt. Sie schrieb auch einen Roman namens Singing Songs. Im Jahr 1995 zeigte sie sich zum vorerst letzten Mal im Fernsehen neben Eliza Dushku in Journey – Verlorene Erinnerungen. Im Oktober 2006 erschien ihr zweiter Roman Gemma; ein Jahr später veröffentlichte sie das Kinderbuch Porcupine. Erst 2010 folgte Tillys nächste Rolle. So war sie in drei Folgen der Fernsehserie Caprica, dem Prequel der Science-Fiction-Serie Battlestar Galactica, zu sehen. Als Drehbuchautorin war Tilly an dem Film Ordinary Angels (2024) beteiligt.
Privatleben
Tilly war von 1983 bis 1989 mit dem 20 Jahre älteren Filmproduzenten Tim Zinnemann, dem Sohn des Regisseurs Fred Zinnemann, verheiratet, mit dem sie zwei Kinder hat. Aus einer Beziehung mit dem Schauspieler Colin Firth entstammt ihr Sohn William Joseph Firth (* 1990), der ebenfalls Schauspieler ist. Von 1995 bis 2002 war sie mit dem früheren Präsidenten von Sony Pictures John Calley verheiratet. Im Jahr 2002 heiratete sie ihren dritten und derzeitigen Mann, den Jugendliteratur-Autor Don Calame. Beide lernten sich während eines Schreibseminars im kalifornischen Big Sur kennen; das Paar lebt gegenwärtig in Toronto.

## Sonstiges
Im Jahr 1983 war Tilly für die Rolle der Constanze Mozart in Miloš Formans achtfach Oscar-prämiertem Film Amadeus vorgesehen. Doch einen Tag vor ihrem Drehbeginn verletzte sie sich beim Fußballspielen so schwer, dass sie sich einen Bänderriss am Bein zuzog, was ihr Mitwirken an dem Film zunichtemachte. Sie wurde kurz darauf von Elizabeth Berridge ersetzt.

## Filmografie (Auswahl)
- 1980: Fame – Der Weg zum Ruhm (Fame)
- 1982: Polizeirevier Hill Street (Hill Street Blues, Fernsehserie, Folge 2x15)
- 1982: Tex
- 1983: One Dark Night
- 1983: Psycho II
- 1983: Der große Frust (The Big Chill)
- 1985: Agnes – Engel im Feuer (Agnes of God)
- 1986: Off Beat – Laßt die Bullen tanzen (Off Beat)
- 1988: Masquerade – Ein tödliches Spiel (Masquerade)
- 1988: Das Mädchen auf der Schaukel (The Girl in a Swing)
- 1989: Valmont
- 1990: Die Spur führt zurück – The Two Jakes (The Two Jakes)
- 1992: Auf und davon (Leaving Normal)
- 1993: Body Snatchers – Angriff der Körperfresser (Body Snatchers)
- 1994: Sleep With Me – Liebe zu dritt (Sleep with Me)
- 1994: Spiegelbilder (Trick of the Eye, Fernsehfilm)
- 1995: Journey – Verlorene Erinnerungen (Journey, Fernsehfilm)
- 2010: Caprica (Fernsehserie, 3 Folgen)
- 2012: Bomb Girls (Fernsehserie)
- 2017: War Machine
- 2022: Chucky (Fernsehserie, 2 Folgen)
- 2024: Ordinary Angels (Drehbuch)

## Werke
- Singing Songs 1994
- Gemma, 2006
- Porcupine, 2007
- First Time, 2008
- A Taste of Heaven, 2013